# René Tartara
René Tartara (n. 14 noiembrie 1881, Lille, Franța – d. 3 septembrie 1922, Hải Phòng, Vietnam) a fost un înotător francez, medaliat olimpic. A participat la o ediție a Jocurilor Olimpice (1900) în care a câștigat o medalie de bronz.

## Participări
Lista de mai jos prezintă principalele competiții la care a participat René Tartara de-a lungul carierei.
- natation aux Jeux olympiques d'été de 1900 – 200 mètres par équipes hommes[*]